# Злата Бања
Злата Бања (слч. Zlatá Baňa) насељено је мјесто са административним статусом сеоске општине (слч. obec) у округу Прешов, у Прешовском крају, Словачка Република.

## Становништво
| Година:    | 1994. | 2004.   | 2014.   | 2024.   |
| ---------- | ----- | ------- | ------- | ------- |
| Број људи: | 406   | 416     | 451     | 431     |
| Разлика:   |       | +2,46 % | +8,41 % | -4,43 % |

| Година:    | 2023. | 2024.   |
| ---------- | ----- | ------- |
| Број људи: | 445   | 431     |
| Разлика:   |       | -3,14 % |

Према подацима о броју становника из 2024. године насеље је имало 431 становника.